# Старинка (Вілейський район)
Старинка (біл. вёска Старынка) — село в складі Вілейського району Мінської області, Білорусь. Село підпорядковане Хотеньчицькій сільській раді, розташоване в північній частині області.

## Історія
У 1921–1945 роках застінок знаходилось у Польщі, у Вільнюській губернії, Вілейського повіту, гміні Хотеньчиці.

## Населення
- 1921 рік - 107 люди, 19 будинки[1].
- 1931 рік - 130 люди, 26 будинки[2].